# Oldřich Machala
Oldřich Machala (Bruntál, 4 agosto 1963) è un allenatore di calcio ed ex calciatore ceco, di ruolo centrocampista.